# Andrew Boylan (homme politique)
Andrew Boylan, né le 1er janvier 1939 et mort le 6 décembre 2024, est un homme politique irlandais membre du Fine Gael,. Il est élu député (Teachta Dála) à la chambre basse du parlement irlandais  pour la circonscription de Cavan-Monaghan aux élections générales irlandaises de 1987 et conserve ce poste jusqu'en 2002,. Il est aussi membre du conseil du comté de Cavan (en) et du conseil municipal de Cavan entre 1991 et 2014.